# سید جواد رضویان
سید جواد رضویان (زادهٔ ۶ مرداد ۱۳۵۳) بازیگر، کارگردان و خوانندهٔ اهل ایران است.
سید جواد رضویان در طول دوران هنری خود با بسیاری از کارگردانان طنز پرداز ایرانی نظیر مهران مدیری، رضا عطاران، سروش صحت، مهران غفوریان، سعید آقاخانی، رامبد جوان، سید مسعود اطیابی و مجید صالحی سابقهٔ همکاری داشته است.

## زندگی
رضویان در ۶ مرداد ۱۳۵۳ در شهر قم، در ایران زاده شد. او به‌طور اتفاقی وارد رشته بازیگری شد. رضویان در سال اول دانشگاه با مهران غفوریان، امیر غفارمنش و بیژن بنفشه‌خواه هم‌کلاس بود و به کمک آن‌ها وارد این رشته شده است. رضویان از سال ۱۳۷۳ در عرصه بازیگری مشغول به کار شده است. او با مجموعه سیب خنده به تلویزیون آمد؛ ولی با مجموعه پاورچین به کارگردانی مهران مدیری به موفقیت رسید و در جایزه بزرگ مجدداً به کارگردانی مدیری این موفقیت را تکرار کرد. بازی او در سریال در حاشیه و در حاشیه ۲ به کارگردانی مدیری باعث محبوبیت بیش از پیش رضویان شد. رضویان تجربه کارگردانی هم از جمله مجموعه صفر بیست و یک را داشته که البته نتوانست در این زمینه موفقیت‌هایی که در عرصه بازیگری به‌دست آورده بود را تکرار کند. وی تاکنون در چند تله‌فیلم نیز بازی کرده و تا به حال چند آلبوم نیز بیرون داده است که آخرین آن کار آن با نام لحاف‌دوزی است. وی تنها یک فرزند دختر به نام یامین رضویان دارد.
رضویان، شنبه ۲۹ اسفند ۱۳۹۴ در آخرین روز سال ۱۳۹۴ پس از آنکه به عنوان یکی از سه بازیگر برگزیده برنامه سه ستاره معرفی شد با بغض اعلام کرد که دیگر در تلویزیون کار نخواهد کرد و برای همیشه خداحافظی کرد. اما مدتی پس از این ماجرا در مجموعه همسایه‌ها و صفر بیست و یک به ایفای نقش پرداخت و دوباره به تلویزیون برگشت.
است.

## آثار

### سینما

#### فیلم‌های سینمایی
| سال تولید | عنوان                | سمت            | کارگردان             | توضیحات              |
| --------- | -------------------- | -------------- | -------------------- | -------------------- |
| ۱۳۸۳      | شارلاتان             | بازیگر         | آرش معیریان          | نمایش در سال ۱۳۸۴    |
| ۱۳۸۳      | شاخه گلی برای عروس   | بازیگرخواننده  | قدرت‌الله صلح‌میرزایی  | نمایش در سال ۱۳۸۳    |
| ۱۳۸۵      | کلاهی برای باران     | بازیگر         | مسعود نوابی          | نمایش در سال ۱۳۸۶    |
| ۱۳۸۷      | دلداده               | بازیگرخواننده  | قدرت‌الله صلح‌میرزایی  | نمایش در سال ۱۳۸۷    |
| ۱۳۸۷      | چارچنگولی            | بازیگر         | سعید سهیلی           | نمایش در سال ۱۳۸۷    |
| ۱۳۸۷      | زندگی شیرین          | بازیگرخواننده  | قدرت‌الله صلح‌میرزایی  | نمایش در سال ۱۳۸۸    |
| ۱۳۸۷      | اخراجی‌ها ۲           | بازیگر         | مسعود ده‌نمکی         | نمایش در سال ۱۳۸۸    |
| ۱۳۸۸      | یک جیب پر پول        | بازیگر         | قدرت‌الله صلح‌میرزایی  | نمایش در سال ۱۳۸۸    |
| ۱۳۸۹      | اخلاقتو خوب کن       | بازیگر         | سید مسعود اطیابی     | نمایش در سال ۱۳۹۰    |
| ۱۳۸۹      | کمی شیرین، بسی فرهاد | بازیگرکارگردان | سید جواد رضویان      | نمایش داده نشده است. |
| ۱۳۹۶      | لازانیا              | بازیگر         | حسین قناعترضا عطاران | نمایش در سال ۱۳۹۷    |
| ۱۳۹۶      | دم‌سرخ‌ها              | بازیگر         | آرش معیریان          | نمایش در سال ۱۳۹۷    |
| ۱۳۹۷      | زهرمار               | کارگردان       | سید جواد رضویان      | نمایش در سال ۱۳۹۸    |
| ۱۴۰۴–۱۴۰۳ | اخراجی‌ها ۴           | بازیگر         | مسعود ده‌نمکی         | درحال ساخت           |

### تلویزیون

#### مجموعه‌های تلویزیونی
| سال تولید | عنوان          | سمت                   | کارگردان                    | شبکه پخش‌کننده   | توضیحات                     |
| --------- | -------------- | --------------------- | --------------------------- | --------------- | --------------------------- |
| ۱۳۷۳      | لبخند سوم      | بازیگر                | مسعود رشیدی                 | شبکه ۳          | پخش در سال ۱۳۷۳             |
| ۱۳۷۵      | دو و نیم هفته  | بازیگرکارگردان        | سید جواد رضویان             | شبکه ۳          | پخش در سال ۱۳۷۵             |
| ۱۳۷۶      | سلام، سلام     | بازیگر                | سید علی سمنانی              | شبکه تهران      | پخش در سال ۱۳۷۶             |
| ۱۳۷۷–۱۳۷۶ | سیب خنده       | بازیگرنویسنده         | رضا عطارانشیرین جاهد        | شبکه ۱          | پخش از سال ۱۳۷۶ تا سال ۱۳۷۷ |
| ۱۳۷۷–۱۳۷۶ | جمعه بازار     | بازیگر                | رامبد جوان                  | شبکه ۳          | پخش از سال ۱۳۷۶ تا سال ۱۳۷۷ |
| ۱۳۷۷      | مجید دلبندم    | بازیگر                | رضا عطاران                  | شبکه ۱          | پخش در سال ۱۳۷۸             |
| ۱۳۷۷      | باغ ستاره      | بازیگر                | شیرین جاهد                  | شبکه ۱          | پخش در سال ۱۳۷۷             |
| ۱۳۷۷      | گل‌های ۷۷       | بازیگر                | مهران غفوریان               | شبکه ۳          | پخش در عید نوروز سال ۱۳۷۸   |
| ۱۳۷۸      | حرف تو حرف     | بازیگرخواننده         | مهران غفوریان               | شبکه تهران      | پخش در سال ۱۳۷۸             |
| ۱۳۷۹      | گل‌های ۷۹       | بازیگرنویسنده         | مهران غفوریان               | شبکه ۳          | پخش در عید نوروز سال ۱۳۸۰   |
| ۱۳۸۰      | طنز ۸۰         | بازیگر                | مهران مدیری                 | شبکه تهران      | پخش در سال ۱۳۸۰             |
| ۱۳۸۱      | زنگ آخر        | بازیگر مهمان          | نیما فلاح                   | شبکه ۱          | پخش در سال ۱۳۸۱             |
| ۱۳۸۲–۱۳۸۱ | پاورچین        | بازیگر                | مهران مدیری                 | شبکه تهران      | پخش از سال ۱۳۸۱ تا سال ۱۳۸۲ |
| ۱۳۸۲–۱۳۸۱ | آشتی کنان      | بازیگر                | مجید صالحی                  | شبکه ۳          | پخش از سال ۱۳۸۱ تا سال ۱۳۸۲ |
| ۱۳۸۲      | باغچه مینو     | بازیگرخواننده         | رضا صفدری                   | شبکه ۳          | پخش در سال ۱۳۸۲             |
| ۱۳۸۳–۱۳۸۲ | نقطه چین       | بازیگر مهمان          | مهران مدیری                 | شبکه ۳          | پخش از سال ۱۳۸۲ تا سال ۱۳۸۳ |
| ۱۳۸۳      | فرار بزرگ      | بازیگر                | محمدحسین لطیفی              | شبکه ۱          | پخش در دهه فجر سال ۱۳۸۳     |
| ۱۳۸۳      | صفر درجه       | بازیگر                | ابوالفضل احمدیان            | شبکه تهران      | پخش در سال ۱۳۸۳             |
| ۱۳۸۴–۱۳۸۳ | جایزه بزرگ     | بازیگر                | مهران مدیری                 | شبکه ۳          | پخش در عید نوروز سال ۱۳۸۴   |
| ۱۳۸۴      | ارث بابام      | بازیگرکارگردان        | سید جواد رضویان             | شبکه ۳          | پخش در سال ۱۳۸۴             |
| ۱۳۸۶–۱۳۸۵ | قرارگاه مسکونی | بازیگرکارگردانخواننده | سید جواد رضویان             | شبکه تهران      | پخش در عید نوروز سال ۱۳۸۷   |
| ۱۳۸۶      | چارخونه        | بازیگرخواننده         | سروش صحت                    | شبکه ۳          | پخش در سال ۱۳۸۶             |
| ۱۳۸۷–۱۳۸۶ | مأمور بدرقه    | بازیگر                | سعید سلطانی                 | شبکه تهران      | پخش در ماه رمضان سال ۱۳۸۷   |
| ۱۳۹۱–۱۳۹۰ | کسی خوابه؟     | بازیگرکارگردانخواننده | سید جواد رضویان             | شبکه ۱          | پخش در عید نوروز سال ۱۳۹۱   |
| ۱۳۹۱–۱۳۹۰ | مهمانان ویژه   | کارگردان              | سید جواد رضویان             | شبکه تهران      | پخش در سال ۱۳۹۱             |
| ۱۳۹۲–۱۳۹۱ | خروس           | بازیگر                | سعید آقاخانی                | شبکه ۲          | پخش در ماه رمضان سال ۱۳۹۲   |
| ۱۳۹۴–۱۳۹۳ | در حاشیه ۱     | بازیگر                | مهران مدیری                 | شبکه ۳          | پخش در عید نوروز سال ۱۳۹۴   |
| ۱۳۹۴      | در حاشیه ۲     | بازیگر                | مهران مدیری                 | شبکه ۳          | پخش در سال ۱۳۹۴             |
| ۱۳۹۵      | همسایه‌ها       | بازیگر                | مهران غفوریان               | شبکه ۲شبکه نسیم | پخش در سال ۱۳۹۵             |
| ۱۳۹۹      | صفر بیست و یک  | بازیگرکارگردان        | سید جواد رضویانسیامک انصاری | شبکه ۳          | پخش در سال ۱۳۹۹             |
| ۱۴۰۲      | چشم‌بندی ۲      | بازیگر                | شاهد احمدلو                 | شبکه ۳          | پخش در سال ۱۴۰۲             |
| ۱۴۰۴      | شیش ماهه       | بازیگر                | مهران مدیری                 | شبکه ۳          | پخش در سال ۱۴۰۴             |

#### فیلم‌های تلویزیونی
| سال تولید | عنوان        | سمت    | کارگردان       | شبکه پخش‌کننده | توضیحات                   |
| --------- | ------------ | ------ | -------------- | ------------- | ------------------------- |
| ۱۳۸۷–۱۳۸۶ | معتاد اجباری | بازیگر | مهدی مظلومی    | شبکه ۲        | پخش در عید نوروز سال ۱۳۸۷ |
| ۱۳۸۷      | ده رقمی      | بازیگر | همایون اسعدیان | شبکه ۳        | پخش در سال ۱۳۸۷           |

#### برنامه‌های تلویزیونی
| سال تولید | عنوان        | سمت                       | شبکه پخش‌کننده | توضیحات                     |
| --------- | ------------ | ------------------------- | ------------- | --------------------------- |
| ۱۳۷۷      | جشن خاطرها   | بازیگر                    | شبکه ۱        | پخش در سال ۱۳۷۷             |
| ۱۳۷۹      | جوانی        | بازیگر                    | شبکه قم       | پخش در سال ۱۳۷۹             |
| ۱۳۸۰      | کاغذ کاهی    | مجری                      | شبکه ۱        | پخش در سال ۱۳۸۰             |
| ۱۳۹۴      | دعوت         | مجری                      | شبکه ۱        | پخش در ماه رمضان سال ۱۳۹۴   |
| ۱۳۹۴      | سه شو        | مجریبازیگرکارگردانخواننده | شبکه ۳        | پخش در سال ۱۳۹۴             |
| ۱۳۹۸      | جشن رمضان    | مجری                      | شبکه تهران    | پخش در ماه رمضان سال ۱۳۹۸   |
| ۱۴۰۱      | یه عید حسابی | مجری                      | شبکه نسیم     | پخش در عید فطر سال ۱۴۰۱     |
| ۱۴۰۳–۱۴۰۲ | معرکه        | مجری                      | شبکه ۳        | پخش از سال ۱۴۰۲ تا سال ۱۴۰۳ |
| ۱۴۰۴–۱۴۰۳ | شوخی شوخی    | مجریبازیگر                | شبکه ۳        | پخش از سال ۱۴۰۳ تا سال ۱۴۰۴ |

### نمایش خانگی

#### مجموعه‌های نمایش خانگی
| سال تولید | عنوان                 | سمت    | کارگردان         | انتشار از           | توضیحات                        |
| --------- | --------------------- | ------ | ---------------- | ------------------- | ------------------------------ |
| ۱۳۹۲      | شوخی کردم             | بازیگر | مهران مدیری      | گلرنگ رسانه         | انتشار از سال ۱۳۹۲ تا سال ۱۳۹۳ |
| ۱۳۹۳      | سیگنال موجود است      | بازیگر | مهدی مظلومی      | تصویر گستر پاسارگاد | انتشار در سال ۱۳۹۴             |
| ۱۳۹۴      | عطسه                  | بازیگر | مهران مدیری      | سینما ۲۴            | انتشار در سال ۱۳۹۴             |
| ۱۴۰۱      | جادوگر                | بازیگر | سید مسعود اطیابی | فیلیمونماوا         | انتشار در سال ۱۴۰۱             |
| ۱۴۰۲      | فوفو مسافری از کامادو | بازیگر | میثم معراجی      | فیلم‌نت              | انتشار در سال ۱۴۰۲             |
| ۱۴۰۳      | قهوه پدری             | بازیگر | مهران مدیری      | فیلم‌نت              | انتشار در سال ۱۴۰۳             |

#### فیلم‌های ویدیویی
| سال تولید | عنوان       | سمت            | کارگردان        | انتشار از       | توضیحات            |
| --------- | ----------- | -------------- | --------------- | --------------- | ------------------ |
| ۱۳۸۸      | به روح پدرم | بازیگرکارگردان | سید جواد رضویان | تصویر دنیای هنر | انتشار در سال ۱۳۸۸ |
| ۱۳۸۹      | لیمو ترش    | بازیگرکارگردان | سید جواد رضویان | تصویر دنیای هنر | انتشار در سال ۱۳۸۹ |
| ۱۳۹۰      | بی نشون     | بازیگر         | پدرام بهرامی‌فر  |                 | انتشار در سال ۱۳۹۱ |
| ۱۳۹۲      | پاشنه بلند  | بازیگر         | علی عطشانی      |                 | انتشار در سال ۱۳۹۳ |

## دست‌آوردها
| سال  | جایزه از | عنوان جایزه            | نام اثر    | نتیجه    |
| ---- | -------- | ---------------------- | ---------- | -------- |
| ۱۳۸۲ | جشن حافظ | بهترین بازیگر کمدی     | پاورچین    | نامزدشده |
| ۱۳۹۵ | جشن حافظ | بهترین بازیگر کمدی مرد | در حاشیه ۱ | نامزدشده |